# Čelovek s akkordeonom
Čelovek s akkordeonom (Человек с аккордеоном) è un film del 1985 diretto da Nikolaj Dostal'.

## Trama
Dmitrij Gromcev ha rotto con la sua ragazza a causa della guerra. È stato ferito e per questo ha rifiutato di esibirsi in operetta. Ma l'amore per la musica domestica e il desiderio di fare del bene si sono rivelati più forti delle circostanze.